# Salmiac
 (juillet 2015).
Si vous disposez d'ouvrages ou d'articles de référence ou si vous connaissez des sites web de qualité traitant du thème abordé ici, merci de compléter l'article en donnant les références utiles à sa vérifiabilité et en les liant à la section « Notes et références ».
Le salmiac, encore dénommé sal ammoniac ou sel ammoniac, est un corps chimique minéral de maille cristalline cubique, de formule chimique NH4Cl. Il s'agit du chlorure d'ammonium naturel.
Ce corps à structure ionique, léger de densité 1,53, incolore à blanc, parfois gris, jaune, brunâtre à rougeâtre, lorsqu'il forme une roche évaporite originale et assez rare, à goût salé, à saveur piquante, contient naturellement les ions ammonium NH4+ et chlorure Cl−. Il s'agit d'un minéral évaporite de la catégorie des chlorures.

## Historique de la description et de l'appellation
Le terme dérive du latin médiéval sal ammoniac. Ce minéral a été décrit par Agricola alias Georg Bauer en 1546 dans son livre sur les nouvelles matières minérales découvertes dans les mines germaniques. Il s'agit d'un des sels du dieu Ammon de l'Antiquité égyptienne, dont le temple principal était en Libye. Les prêtres savaient fabriquer le chlorure d'ammonium pur, sel hautement sublimable, nommé sal ammoniac en latin, parmi d'autres dérivés de l'ammoniac, pour le culte divin d'Ammon.
Notons que ce nom technique est attesté en moyen anglais comme en ancien français, au début du XIVe siècle. Le sal ammoniac était employé pour renforcer la dureté des soudures de fer et d'acier, ainsi que pour faciliter les soudures du cuivre. Il permettait l'étamage des récipients de fer et de cuivre, en dinanderie. Les anciens techniciens (al)chimistes savaient le produire par l'action de l'eau forte sur l'ammoniac.

## Cristallochimie
Les cristaux isolés, correctement développés, sont une exception. Ils forment des tétragonotrioctaèdres, encore nommés par les spécialistes leucitoèdres. Le plus souvent, les amas montrent des petits et délicats cristaux intriqués, en cubes, en dodécaèdres ou en trapézoèdres, à multiples faces tétragonales, tri-octaédriques, rhombododécaédriques. Parfois en fragiles flocons de neige, ils forment parfois des échantillons de collection, remarquablement beaux.
L'hémihédrie holoaxe a été reconnue par Tschermak. La forme plagièdrique peut être observée à partir des cristaux trapézoèdres même avec des stries et des figures de corrosion.
Dans la nature, les cristaux sont souvent déformés, allongés sur un axe ternaire, binaire ou quaternaire. Ils sont accolés et groupés soit en masses fibreuses, soit en masses stalactiformes, soit en croûtes cristallines, soit en efflorescences. Ainsi, le salmiac est-il présent le plus souvent en amas dendritiformes, en agrégats en éventail, en arborescences démultipliées, en stalactites et surtout en encroûtement plus ou moins massif et sous forme de poudres ou de pellicules.
Translucides à transparents, à éclat vitreux, les cristaux laissent des traces blanches. Le clivage est imparfait et pauvre selon (111). Les fractures sont conchoïdales à terreuses.
Les ions chlore occupent chaque sommet alors que l'ion ammonium est au centre de la structure cubique centrée.
Le salmiac fait partie des minéraux spécifiques contenant une grande quantité d'ions ammonium NH4+ avec :
- la boussingaultite, un sulfate double naturel d'ammonium et de magnésium ;
- la cryptohalite (NH4)2SiF6, un fluorure d'ammonium et de silicium ;
- la  guanine , un hétérocycle ;
- la struvite, un phosphate double d'ammonium et de magnésium hydraté ;
- la tschermigite, un sulfate d'ammonium et d'aluminium hydraté.

Ces minéraux sont rares. Le salmiac est plus commun.

## Propriétés physiques et chimiques
Le salmiac est un corps chimique solide fragile, de dureté 1 à 2. Sa composition pondérale est en ions chlore de 66,28 % et en 33,72 % d'ions ammonium.
Il est soluble dans l'eau. Sa solubilité pour 100 g d'eau pure se situe entre 29,4 g et 29,7 g à 0 °C, elle est de 77,3 g à 40 °C et de 75,8 g à 100 °C.
Les solutions de salmiac mélangées à des solutions d'ammoniaque instaurent des effets tampons acido-basiques à un ph proche de 9.
Le sal ammoniac est légèrement soluble dans l'éthanol, soit pour 0,6 g à 19 °C pour 100 g d'éthanol. Il est aussi légèrement soluble dans l'alcool à 95°, ainsi que le méthanol. Il est soluble dans l'ammoniac liquide.
Chauffé avec de la soude caustique, de la chaux (éteinte ou non) ou d'autres bases plus fortes que l'ammoniac, le salmiac réagit avec un dégagement de vapeurs ammoniacales, à l'odeur caractéristique. Par exemple :
NH4Cl sel solide + NaOH base forte en milieu aqueux → NH3 gaz + NaCl précipité solide + H2O
Cette réaction explique le nom du sel (cf. étymologie) et son usage ancien.

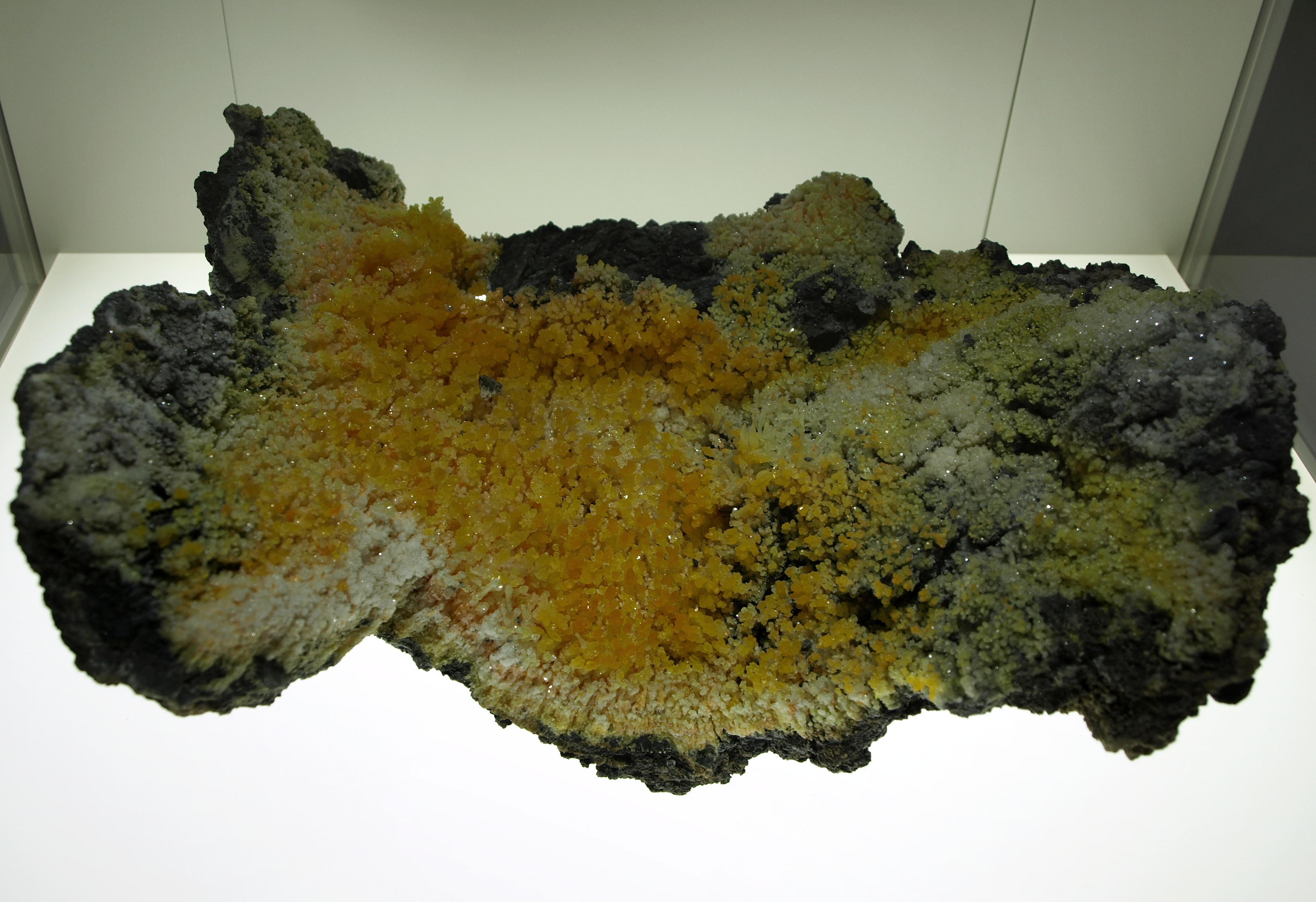
Soufre et salmiac, mines d'Oberhausen, Allemagne

Le salmiac disparaît sous le chalumeau. Chauffé en tube fermé, il se volatilise sans fondre.
Pour distinguer le salmiac des autres sels solubles, comme le sel gemme ou chlorure de sodium, le dégagement d'ammoniac par chauffage, par exemple en tube avec de la chaux, et la saveur piquante initiale du corps minéral, sont déterminantes.
Il est facile de prouver la présence des éléments halogènes brome et iode dans les masses cristallines de salmiac. L'analyse qualitative se déroule comme suit, par l'ajout de fragment d'amidon à une solution aqueuse concentrée d'amidon, puis de deux gouttes d'acide nitrique au mélange hétérogène. Si l'amidon se colore en bleu, le test d'iode est concluant. L'ajout consécutif au mélange de quelques gouttes d'acide nitrique fait virer la coloration vers l'orangé si l'élément brome est présent.
Ces halogénures sont notamment attestés dans la structure cristalline sous forme de bromure d'ammonium et iodure d'ammonium. Le salmiac de La Ricamarie, mine de charbon cramée à proximité de Saint-Étienne, contenait en moyenne 0,26 % en masse d'halogénures d'ammonium.

## Gîtes et gisements
Le salmiac, précisait le minéralogiste français Alfred Lacroix, est le produit le plus abondant formé dans les houillères ou autres mines de charbon ou de lignite embrasées par un incendie spontané souterrain. Des masses de déblais charbonneux ou des parois de puits en exploitation peuvent aussi prendre feu à l'air, brûlant avec chaleur, produisant fumées et flammes, visible de loin même dans la nuit. Des géologues ont remarqué l'analogie avec les fumerolles volcaniques observables entre les blocs de rochers. Les produits de la combustion des matières charbonneuses et pyriteuses favorisent l'oxydation du soufre en acide sulfurique qui attaque aussitôt les roches calcinées, formant des minéraux sulfates de dégradation.
Le salmiac se fixe en cristallisation délicate sous forme d'enduits et de concrétions le long des trous d'émission de vapeurs, formés de croûtes cristallines à base de sulfates d'aluminium et de fer.

### Gîtologie et minéraux associés
Le salmiac est associé à la sylvine et à la halite dans les gisements salins ou autres dépôts sédimentaires d'évaporites marines ou lacustres.
Présent aussi dans les émanations de gaz des fumerolles et solfatares, et en conséquence dans les dépôts minéraux de sublimation qui en proviennent, il est associé au soufre, à la sassolite et à l'alunogène. Alfred Lacroix, nommé scientifique responsable de la mission d'observation volcanologique de la Montagne Pelée a observé en 1902 une grande production de salmiac dans la vallée de la Rivière Blanche, non aux débouchés des principales fumerolles volcaniques, mais dans des brèches accumulées par des nuées ardentes. Ces dépôts de sublimation se formaient aux bouches de sorties de gaz dont la température n'avoisinait que 400 °C et portant au loin une forte odeur ammoniacale. Sur les parois de ces bouches d'évacuation à l'air s'amassaient du salmiac, de diverses structures, soit cristallines soit fibreuses, puis du soufre natif.
Comme les cristaux de salmiac sont très solubles dans l'eau, ils sont souvent lessivés des dépôts de sublimation dès la première pluie.
Le salmiac est parfois commun dans certains dépôts de sources thermales, à odeur ammoniaquée.
Imprégnant les roches stériles de houille ou charbon, voire de lignite, il est aussi responsable des feux de terrils miniers. La légende d'Alexandre le Grand qui mentionne des mines de charbon en état de combustion latente identifiait déjà ces cristaux de salmiac sublimable comme principal initiateur de combustion. Dans les anciennes mines de charbon qui ont déjà subi une combustion prolongée naturelle, on le trouve fréquemment, ainsi par exemple en région stéphanoise ou même aux anciennes houillères de la Machine, dans la Nièvre, où il apparaît sous forme fibreuse, et associé à l'epsomite.
On le trouve également dans les gisements de guano ou dans certains gisements de nitrates.
Principaux minéraux associés :
- soufre, acide borique, sassolite, borates, alunogène… (avec les fumerolles ou ses dépôts de sublimation) ;
- halite, sylvine, gypse… avec les évaporites ;
- réalgar, orpiment, hématite, mascagnite, soufre… dans les filons hydrothermaux ;
- tschermigite, réalgar, orpiment, soufre natif, arsenic natif, epsomite, arsénolite, parfois chaux, aluns, galène, bismuthine, mascagnite ou sulfate d'ammonium… (avec les feux de charbons de terre ou dans les portions de houillères qui ont été embrasées )…

### Gisements abondants ou caractéristiques
Le salmiac est présent dans les gisements salins d'Allemagne. On le trouve au voisinage du Vésuve ou de l'Etna en Italie.
- Mines de sel et mines de charbon, par exemple Dudweiler, près de Sarrebruck, Sarre, Allemagne
- anciennes mines de charbon, Newcastle, Northumberland en Angleterre
- anciennes mines de nitrates naturels, Tarapaca, Chili
- Égypte et Libye, autrefois lieux de préparation traditionnelle à partir de bouses de chameaux.
- anciennes mines de charbon, à Decazeville, à Saint-Étienne ou La Ricamarie dans la Loire, à Commentry dans l'Allier, Cransac en Aveyron, Perrecy-les-Forges en Saône-et-Loire ou anciennes mines de lignite, comme à Uttwiller ou Bouxwiller en Alsace, en France. Dans la contrée stéphanoise, les terrains carbonifères brûlés sont importants, par exemple les houillères du Brûlé ou à La Ricamarie, la mine de Montrambert, la mine de la Béraudière, en particulier le puits Rosier, sur la Côte Chaude, quartier Gaillard, connu pour sa bismuthine.
- Montagne Pelée, Martinique, Antilles françaises
- près des piton des Neiges et piton de la Fournaise, île de la Réunion, France de l'Océan Indien
- volcan Kilauea, État d'Hawaï
- Etna et Vésuve, Italie du Sud
- volcan Hekla, Islande
- volcan Paricutine, État du Michoacan, Mexique
- Mt. Pyramide, île du Spitzberg, Norvège
- réserve associée au guano, îles Cincha et Guanape, Pérou
- secteur de Kukhi-Malik, près de Rarat, Tadjikistan
- mines de Kladno, Bohême, Tchéquie

### Productions industrielles pionnières
L'exploitation de la mine de lignite de Bouxwiller était motivée par l'obtention de sulfate de fer et d'alun. Il fallait faire brûler autrefois le lignite pyriteux extrait et amassé en gros tas. Le grillage lent des tas massifs, une fois initié, durait plus de neuf mois à presque un an et était suivi d'un arrosage d'eau de la matière de manière à recueillir dans une fosse argileuse les eaux mères. Les cristaux cubiques de salmiac, grossiers et empreints de matière bitumineuse qui les rendaient bruns, étaient récoltés, avec les sels d'alun de fer.

## Usages

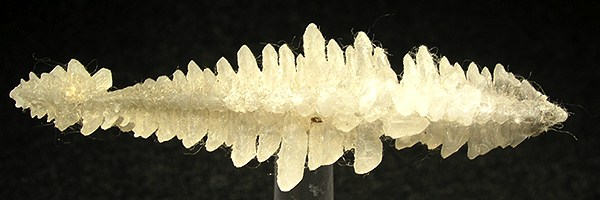
Dendrites de salmiac des monts Tian Shan, Tadjikistan. Épines dorsales d'un poisson imaginaire

Le salmiac, bien que potentiellement toxique, était usité par les forgerons et métallurgistes, les teinturiers et les dinandiers… et les apothicaires dans leurs compositions et remèdes.
Le sal ammoniac était notamment au XVIIIe siècle utilisé en teinture pour aviver les couleurs, pour l'étamage du cuivre, ainsi que comme remède ancestral. En 1767, Antoine Baumé développe une méthode de production à grande échelle. Sa fabrication était bien maîtrisée au début du XIXe siècle, par exemple dans la fabrique-manufacture du chimiste Anselme Payen.
Le sal ammoniac était associé au soufre, dans les usines à gaz d'éclairage au début du XIXe siècle.
Il est évident qu'il est facile de produire artificiellement le chlorure d'ammonium à partir de fumées d'ammoniac en contact avec de l'acide chlorhydrique. Par ce même procédé, on peut créer des revêtements de salmiac sur des objets ou corps noirs, ce qui permet au photographe réalisant la prise de vue de mieux capturer les détails.
Le minéral naturel a les mêmes usages que le chlorure d'ammonium artificiel, auquel, rappelons-le, il équivaut pleinement en cas de grande pureté. Le chlorure offre un vaste champ d'usages en chimie, médecine, biologie, biochimie, électrochimie des piles et batteries sèches, travail du métal, mais aussi dans l'industrie frigorifique comme réfrigérant…
Le goût du salmiac est supposé lutter contre la grippe ou un mauvais rhume, en permettant de mieux dégager les voies respiratoires. Il s'agit d'une vieille croyance connue au laboratoire de chimie, comme la respiration rapide ou simple sniff par le nez des émanations piquantes de vapeur ammoniaque, au-dessus d'une solution d'ammoniaque concentrée. L'excès de respiration d'ammoniac peut toutefois mener à une sérieuse attaque des muqueuses et des bronches. Mais la pharmacopée traditionnelle le considère comme un expectorant. Il est aussi utilisé dans les lourds traitements médicamenteux de l'alcalose métabolique. Les récentes études médicales attribuent un rôle antitumoral, sans effet décelable sur le système immunitaire.
Il existe du salmiac alimentaire. En effet, inséré dans des préparations culinaires et uniquement par ingestion sans effet à retardement sur la peau et les muqueuses, la toxicité potentielle est bien plus faible. Son odeur caractéristique est dénommée alors arôme. Le salmiac, parfois associé à la réglisse, sert à saler et aromatiser un fudge, c'est-à-dire un caramel, au sucre brun, au beurre et à la crème.
Ce remède-miracle, à arôme caractéristique de salmiac, est devenu une friandise appréciée en Finlande, le salmiakki. Le salmiac sert même à aromatiser des alcools et vodkas locales.